# Hyalocylis striata
Hyalocylis striata is een slakkensoort uit de familie van de Creseidae. De wetenschappelijke naam van de soort is voor het eerst geldig gepubliceerd in 1828 door Rang.